# Acanthus ilicifolius
Acanthus ilicifolius es una especie vegetal perteneciente a la familia Acanthaceae. Es endémica de la India y Sri Lanka.

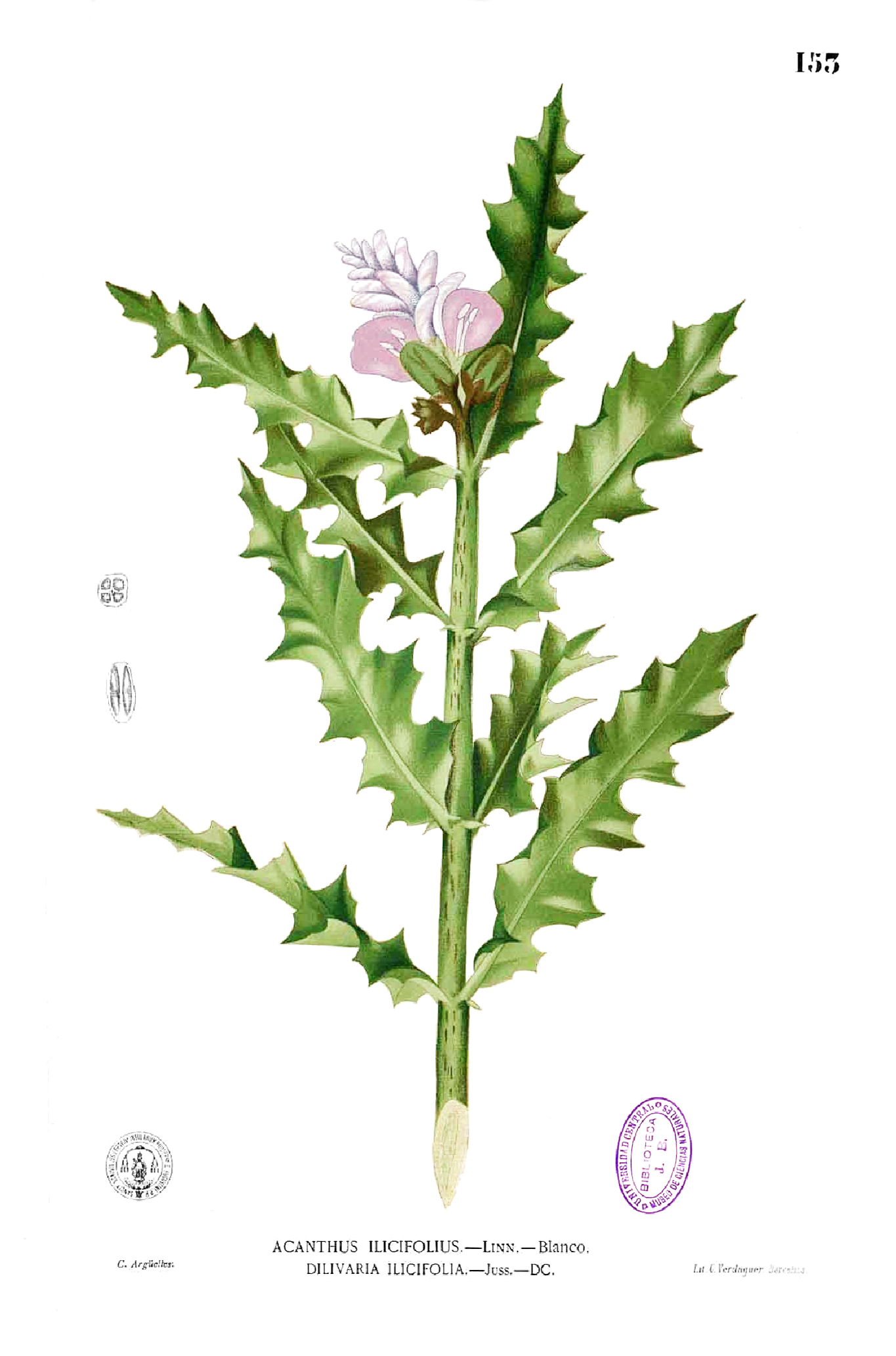
Ilustración

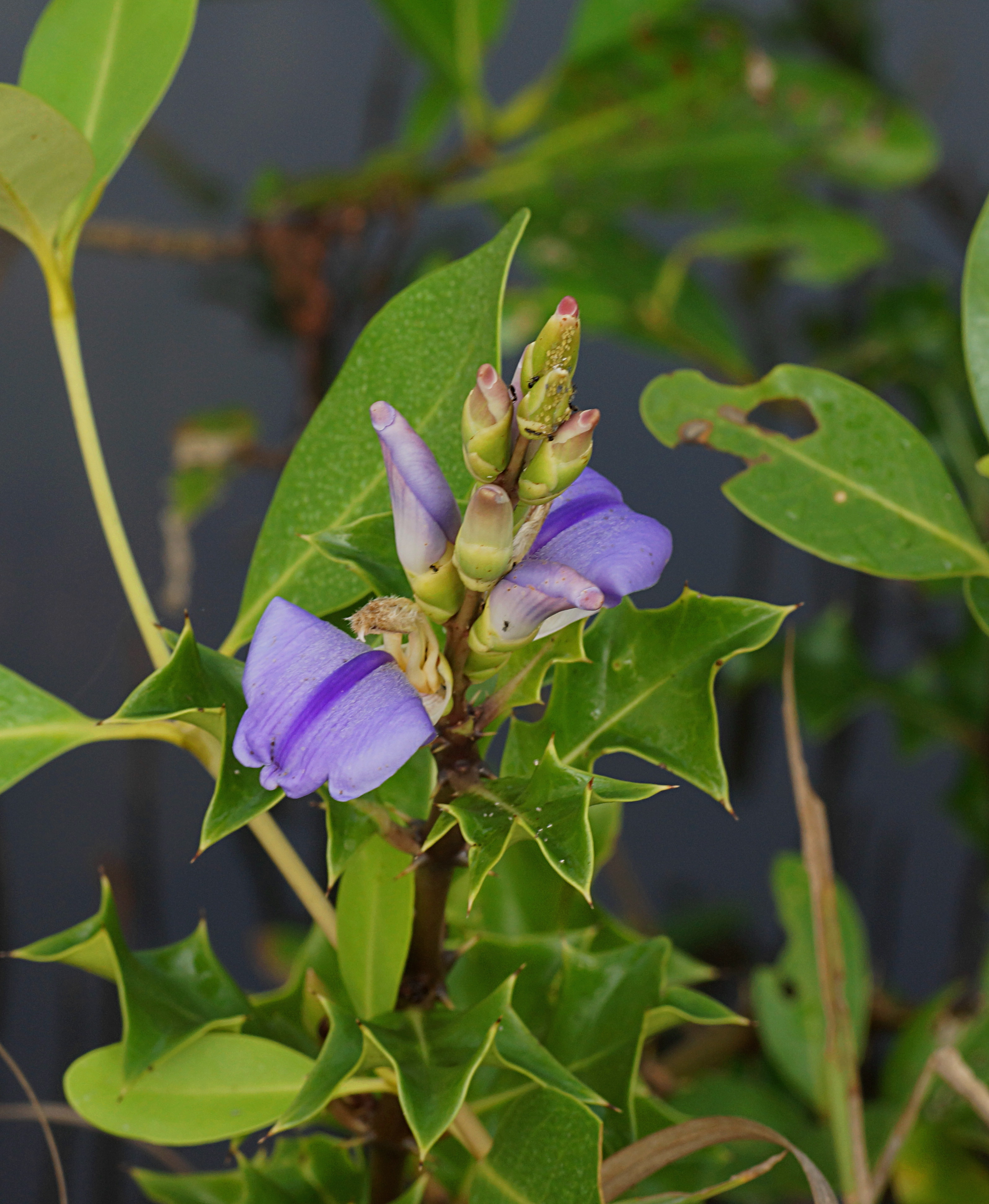
Inflorescencia

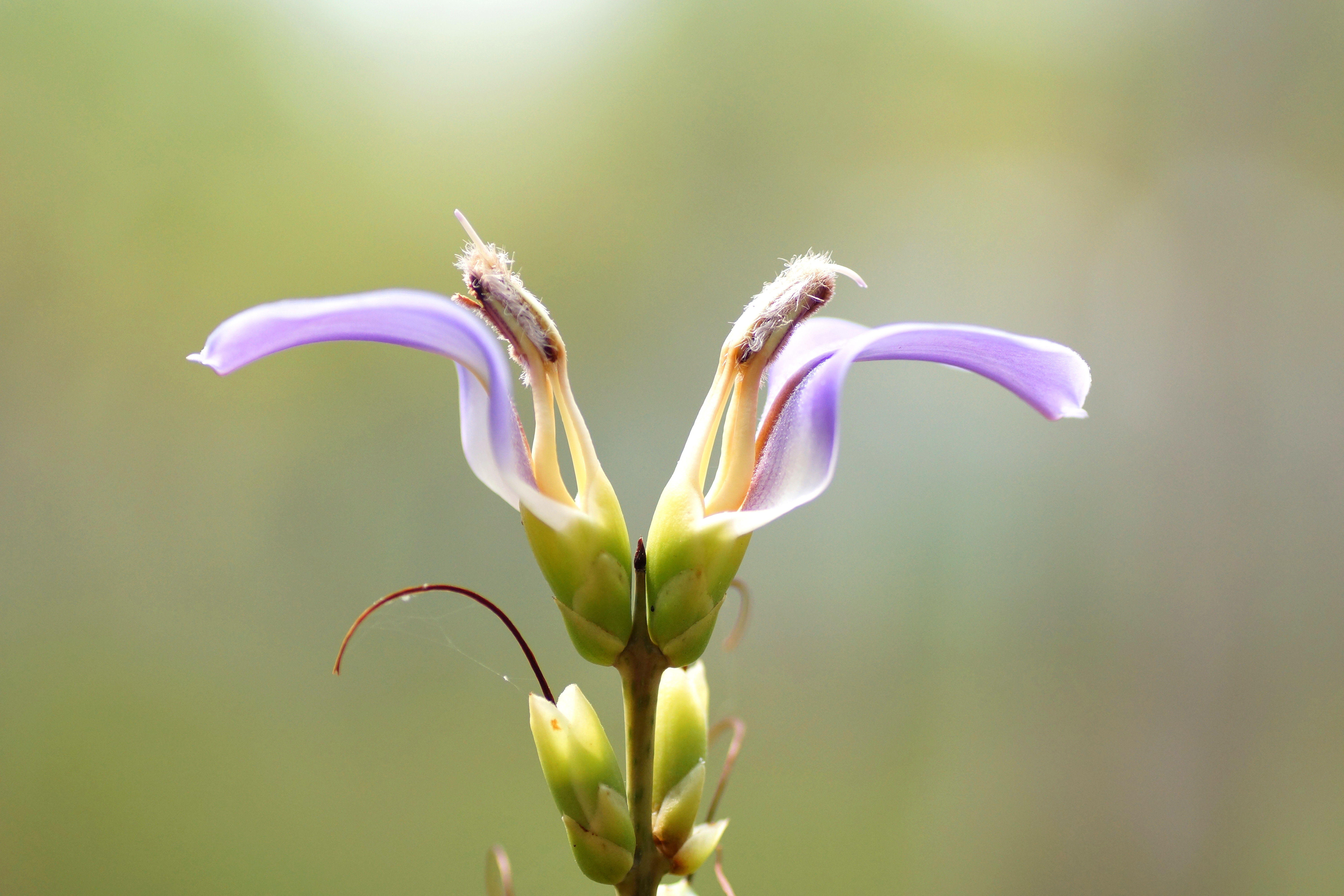
Detalle de la flor

## Descripción
Es un arbusto que alcanza un tamaño de hasta 2 m de altura, erecto. Tallos gruesos, poco ramificados, glabro, a menudo con espinas en los nodos. Pecíolo de 3-6 mm, grueso, glabro, de hoja oblongas a oblongo-lanceoladas, 6-14 × 2-5 cm, glabras, venas secundarias 5-7 a cada lado del nervio central, base cuneada, y con pocas espinas grandes, aserradas o subenteras, ápice truncado. Las inflorescencias terminales, de 16,5 cm; brácteas ampliamente ovadas, 7-8 mm, caduca; bracteolas ovadas, de 5 mm, coriáceo. Lóbulos del cáliz posterior y anterior 1-1.3 cm, margen escarioso y crispaso a veces, ápice emarginado; lóbulos ovado lateral. Corola de color blanco [azulado a rosado], de 3-4 cm, tubo de ca. 6 mm; obovadas labio, 2.2-3 cm, finamente curtidas, en las afueras de tricomas suaves. Las semillas de color amarillo claro, reniformes. Fl. Feb-Mar, fr. Agosto-septiembre. Tiene un número de cromosomas de 2 n = 44, 48.

## Distribución
Se encuentra en los manglares, marismas, cerca del nivel del mar, en Fujian, Guangdong, Guangxi, Hainan en China y en Camboya, India, Indonesia, Malasia, Birmania, Papua Nueva Guinea, Filipinas, Sri Lanka, Tailandia, Vietnam, Australia, las islas del Pacífico.

## Hábitat
Es un pequeño arbusto que crece a lo largo de lagos, pantanos y orillas del mar.

## Usos
Se usa como planta medicinal para el asma y el reumatismo.

## Taxonomía
Acanthus ilicifolius fue descrita por Carlos Linneo y publicado en Species Plantarum 2: 639 [as "939"]. 1753.
Etimología
- Acanthus: del Latín acanthus que proviene del griego ἄκανθα, -ης, "planta espinosa", probablemente por composición entre acer, -cris de aceo, acies, "punzante" y anthos, "flor", del Griego άκτς y άνθός. Virgilio emplea el vocablo en las Geórgicas (4, 123) y Plinio el Viejo describe dos especies en su historia naturalis (22, XXXIV, 76): el Acanthus spinosus L. y el Acanthus mollis L.; esta última se denomina también paederos y mélamphyllos, y su raíz es excelente para las quemaduras y las luxaciones ("quod aliqui paederota vocant, alii melamphyllum. huius radices ustis luxatisque mire prosunt").[4][5][6]

ilicifolia: epíteto latino que significa "con hojas similares a Quercus ilex.
Sinonimia
- Acanthus doloarin Blanco
- Acanthus ilicifolius var. subinteger Nees
- Acanthus neoguineensis Engl.
- Dilivaria ilicifolia (L.) Juss.[8]